# Houlbec-Cocherel
Houlbec-Cocherel är en kommun i departementet Eure i regionen Normandie i norra Frankrike. Kommunen ligger i kantonen Vernon-Sud som tillhör arrondissementet Évreux. År 2022 hade Houlbec-Cocherel 1 270 invånare.

## Befolkningsutveckling
Antalet invånare i kommunen Houlbec-Cocherel
Referens:INSEE